# Утенројт
Утенројт (њем. Uttenreuth) општина је у њемачкој савезној држави Баварска. Једно је од 25 општинских средишта округа Ерланген-Хехштат. Према процјени из 2010. у општини је живјело 4.736 становника. Посједује регионалну шифру (AGS) 9572158.

## Географски и демографски подаци
Утенројт се налази у савезној држави Баварска у округу Ерланген-Хехштат. Општина се налази на надморској висини од 291 метра. Површина општине износи 6,0 km². У самом мјесту је, према процјени из 2010. године, живјело 4.736 становника. Просјечна густина становништва износи 796 становника/km².

## Међународна сарадња
| Мјесто | Држава    | Врста сарадње | Од    |
| ------ | --------- | ------------- | ----- |
|        | Француска | партнерство   | 1992. |
| Извор  |           |               |       |